# Curcuma aromatica
Curcuma aromatica är en enhjärtbladig växtart som beskrevs av Richard Anthony Salisbury. Curcuma aromatica ingår i släktet Curcuma och familjen Zingiberaceae. Inga underarter finns listade i Catalogue of Life.

## Bildgalleri

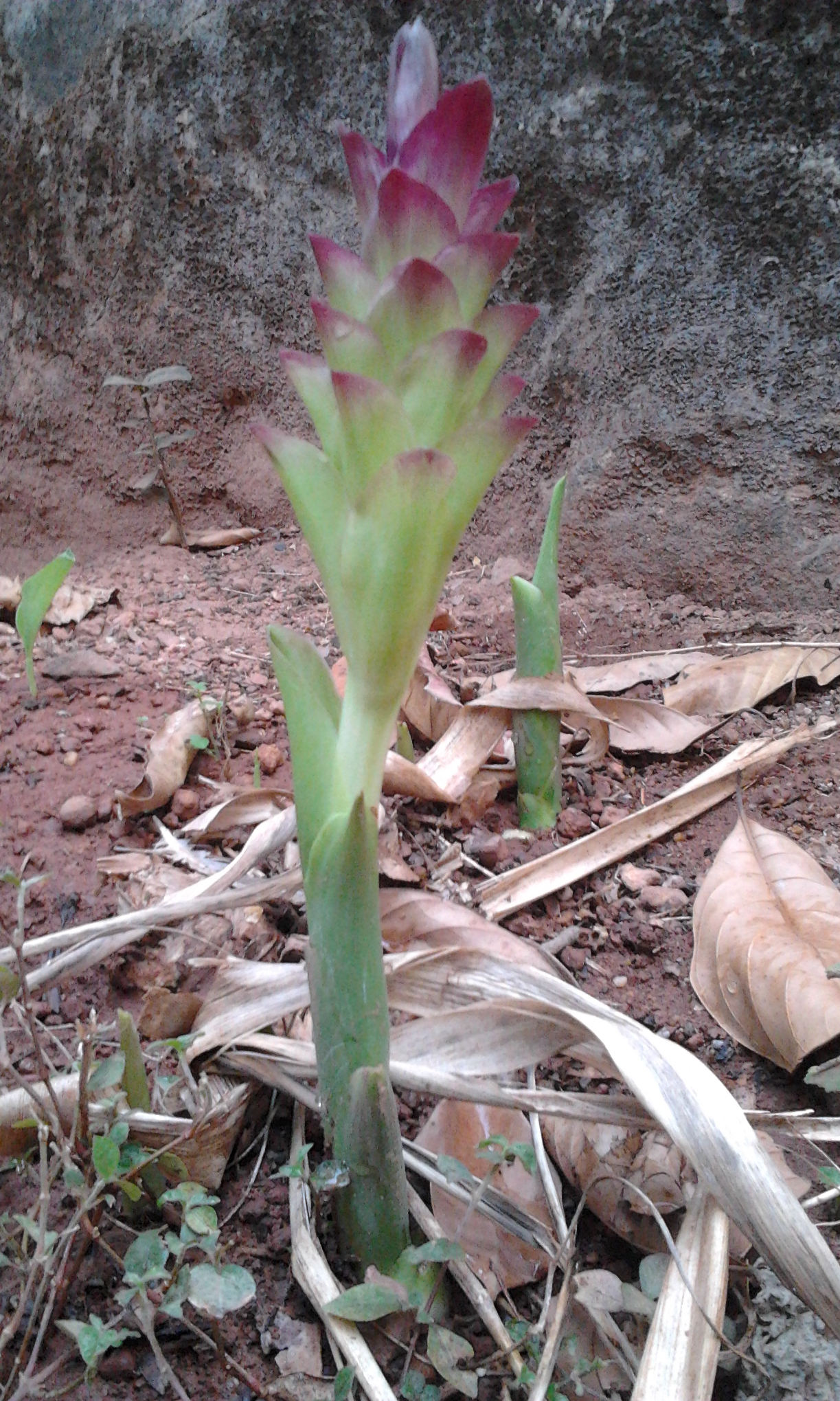
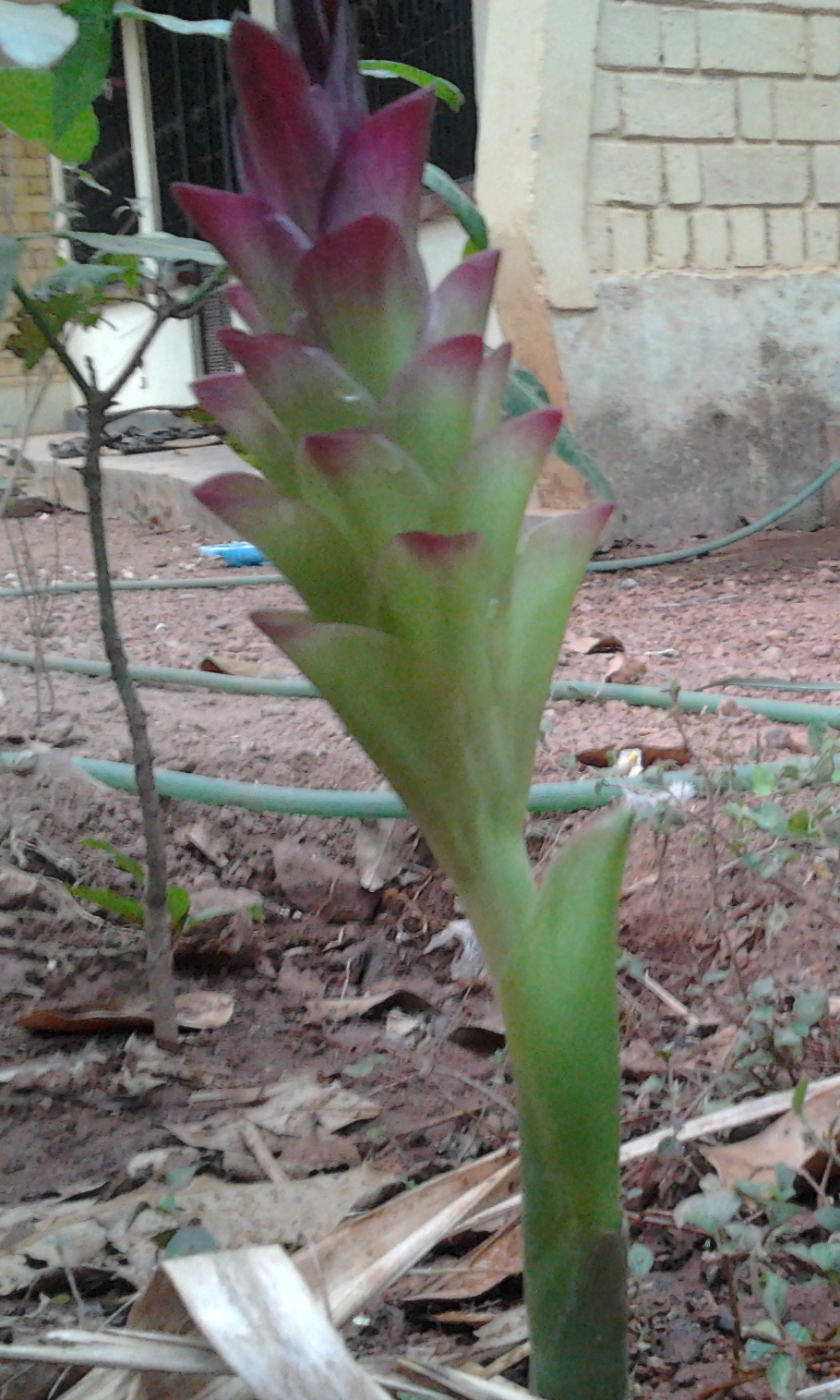
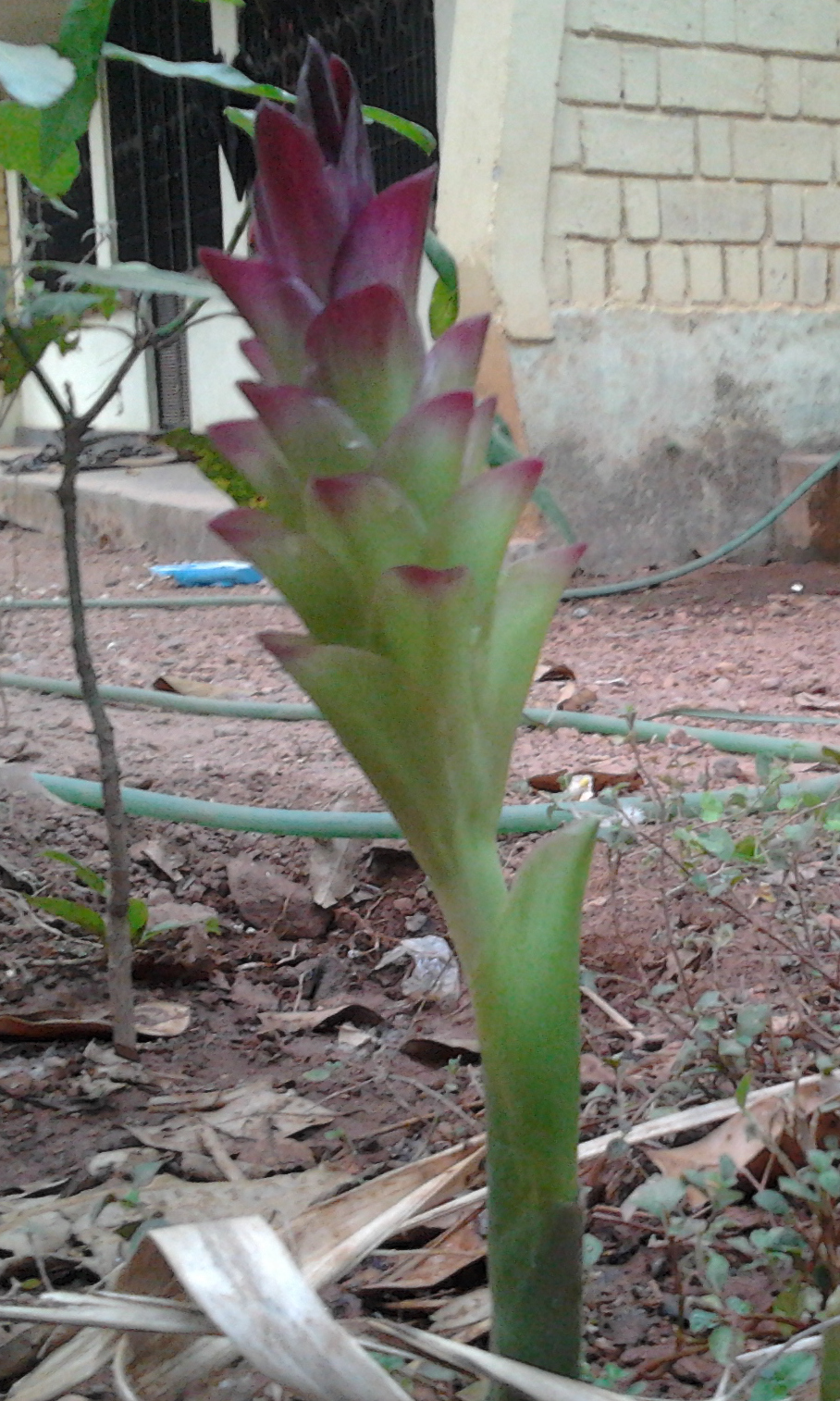
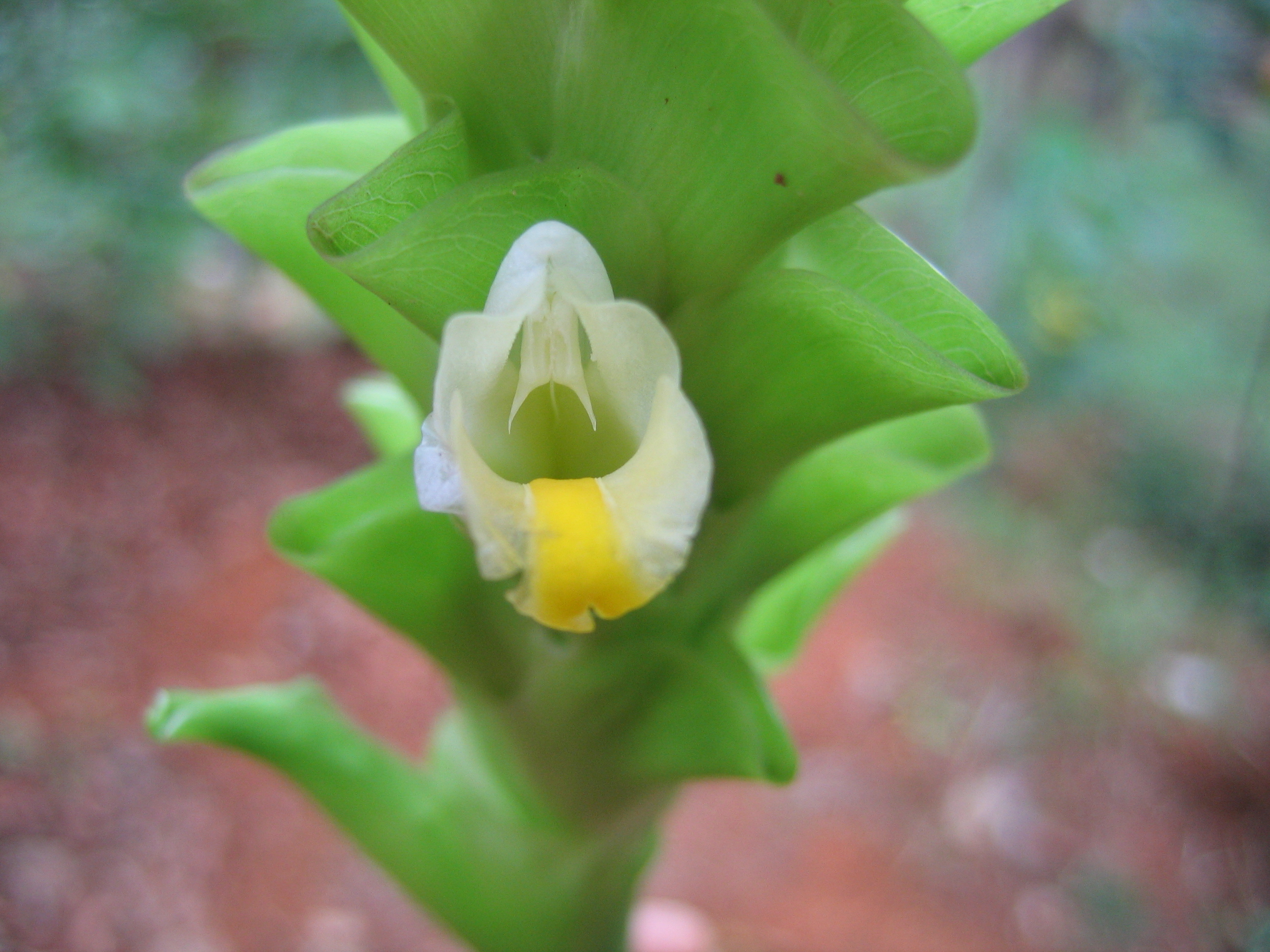
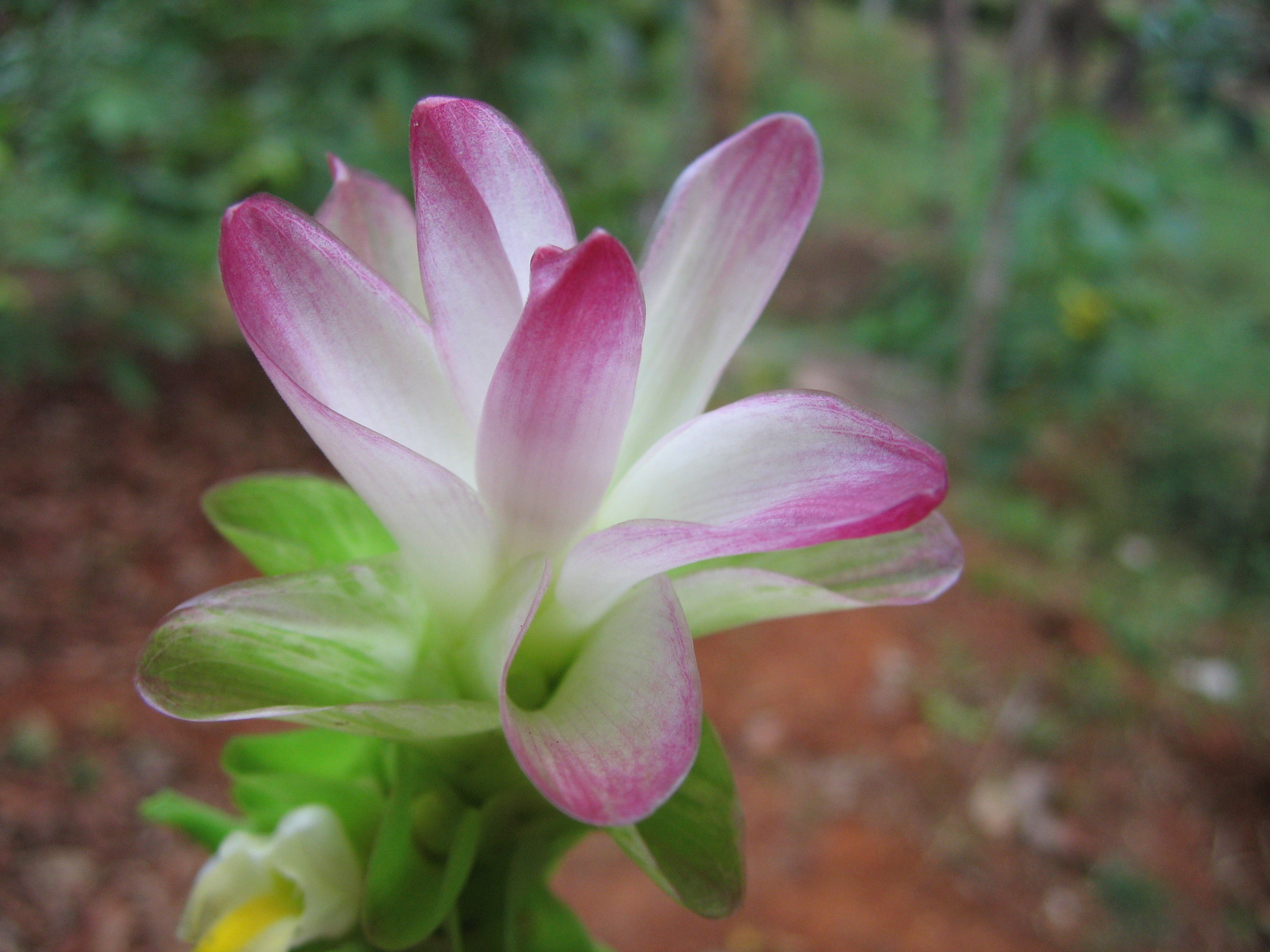
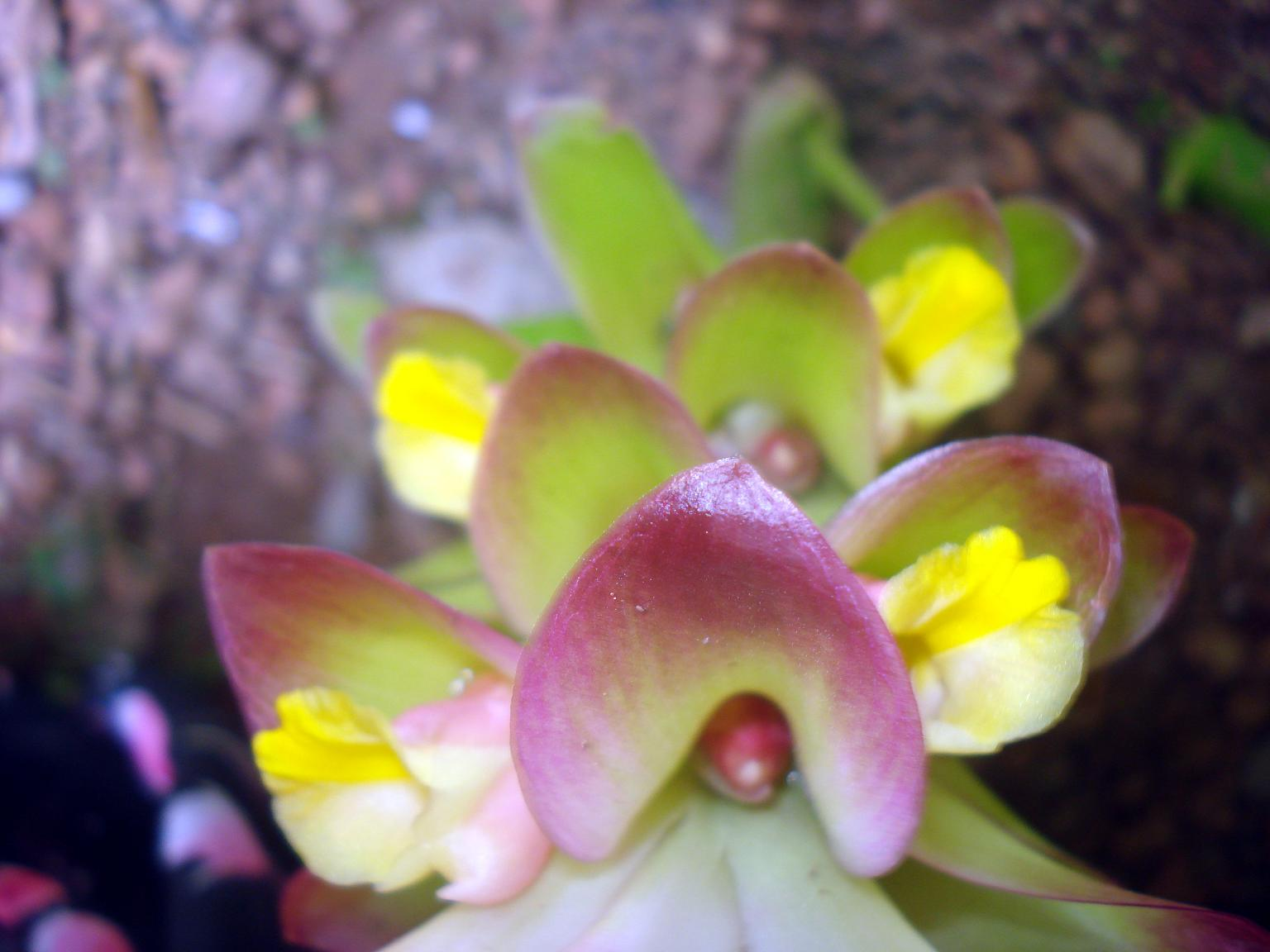